# ISO 3166-2:TR
ISO 3166-2 données pour la Turquie

## Mise à jour
```
ISO 3166-2:2000-06-21
 n°1

ISO 3166-2:2002-05-21
 n°2
```

## Provinces (81)tr:il
```
TR-01  
Adana

TR-02  
Adıyaman

TR-03  
Afyonkarahisar

TR-04  
Ağrı

TR-68  
Aksaray

TR-05  
Amasya

TR-06  
Ankara

TR-07  
Antalya

TR-75  
Ardahan

TR-08  
Artvin

TR-09  
Aydın

TR-10  
Balıkesir

TR-74  
Bartın

TR-72  
Batman

TR-69  
Bayburt

TR-11  
Bilecik

TR-12  
Bingöl

TR-13  
Bitlis

TR-14  
Bolu

TR-15  
Burdur

TR-16  
Bursa

TR-17  
Çanakkale

TR-18  
Çankırı

TR-19  
Çorum

TR-20  
Denizli

TR-21  
Diyarbakır

TR-81  
Düzce

TR-22  
Edirne

TR-23  
Elâzığ

TR-24  
Erzincan

TR-25  
Erzurum

TR-26  
Eskişehir

TR-27  
Gaziantep

TR-28  
Giresun

TR-29  
Gümüşhane

TR-30  
Hakkari

TR-31  
Hatay

TR-76  
Iğdır

TR-32  
Isparta

TR-34  
İstanbul

TR-35  
İzmir

TR-46  
Kahramanmaraş

TR-78  
Karabük

TR-70  
Karaman

TR-36  
Kars

TR-37  
Kastamonu

TR-38  
Kayseri

TR-71  
Kırıkkale

TR-39  
Kırklareli

TR-40  
Kırşehir

TR-79  
Kilis

TR-41  
Kocaeli

TR-42  
Konya

TR-43  
Kütahya

TR-44  
Malatya

TR-45  
Manisa

TR-47  
Mardin

TR-33  
Mersin

TR-48  
Muğla

TR-49  
Muş

TR-50  
Nevşehir

TR-51  
Niğde

TR-52  
Ordu

TR-80  
Osmaniye

TR-53  
Rize

TR-54  
Sakarya

TR-55  
Samsun

TR-56  
Siirt

TR-57  
Sinop

TR-58  
Sivas

TR-63  
Şanlıurfa

TR-73  
Şırnak

TR-59  
Tekirdağ

TR-60  
Tokat

TR-61  
Trabzon

TR-62  
Tunceli

TR-64  
Uşak

TR-65  
Van

TR-77  
Yalova

TR-66  
Yozgat

TR-67  
Zonguldak
```